# علي سعيد باشا
علي سعيد باشا هو قائد القوات العثمانية في اليمن خلال الحرب العالمية الأولى، وهو الذي تولى قيادة الحملة العسكرية الهادفة إلى السيطرة على مدينة عدن، وهي مركز البريطانيين في اليمن وقاعدتهم العسكرية والإستراتيجية. وبمجيء عام 1918 كان علي سعيد باشا قد سيطر على معظم أراضي ما يسمى اليوم بالجمهورية اليمنية، وصولاً إلى الحدود مع عدن التي لم يتمكن من السيطرة عليها.

## الحرب على البريطانيين
بدأ علي سعيد باشا الزحف نحو عدن في عام 1915 بجيش محمل بمدافع. وبعد استيلائه على الضالع تقدم نحو مدينة الحوطة عاصمة سلطنة لحج، وخرج الجيش النظامي للسلطنة لمجابهته بقيادة الأمير أحمد فضل العبدلي. تلاقى الجيشان في قرية الدكيم حيث حصلت معركة هناك انتصر فيها الجيش العثماني على قوات السلطنة العبدلية. وبعد أن أدرك العبادل قوة الجيش العثماني انسحبوا بقواتهم لتأمين العاصمة الحوطة. لم تلق القوات العثمانية بقيادة على سعيد باشا أي مقاومة كافية لردعها عن التقدم نحو الحوطة، وفي شهر يوليو دخلت القوات العثمانية الحوطة وسيطرت عليها في غضون أيام فقط. وبهذا تكون سلطنة لحج قد سقطت بيد العثمانيين.
تمركزت القوات البريطانية في عدن وحرصت على تأمينها، بينما تركت مدينة لحج بدون أي حماية. وبعد أن تم للقوات العثمانية وعلي سعيد باشا السيطرة على لحج، بدأ العثمانيون بالتحرك نحو عدن. ونجحوا في السيطرة على مدينة الشيخ عثمان، غير أن البريطانيين استرجعوها بعد فترة بسيطة. وبعد خروج العثمانيون من الشيخ عثمان، بدأت نوع من الهدنة غير الرسمية فرضتها الظروف بين العثمانيين في لحج والبريطانيين في عدن دامت لمدة أربع سنوات حتى نهاية الحرب العالمية الأولى، وفي غضون هذه الفترة عادت الحياة إلى طبيعتها.
بعد توقيع هدنة مودروس في 30 أكتوبر 1918 التي أنهت الحرب القائمة في الشرق الأوسط، سلَّم علي سعيد باشا نفسه وقواته للبريطانيين في عدن. ومن ثم تم ترحيله إلى تركيا.

## المراسلات مع القمندان
قبل دخول القوات العثمانية للحوطة عاصمة سلطنة لحج، أرسل علي سعيد باشا رسالة إلى الشاعر والأمير أحمد فضل القمندان، الذي كان حينها قائد الجيش النظامي للسلطنة، يطلب في هذه الرسالة من القمندان أن يشاركه في طرد المستعمرين البريطانيين، ويعرض عليه منصباً رفيعاً في جيشه. ردَّ عليه القمندان بقصيدة صغيرة من أربعة أبيات يعلن فيها رفضه للعرض الذي قدَّمه. وحتى بعد دخول علي سعيد باشا لحج فلم يتوقف عن مراسلة القمندان.
ويبدو أن هناك علاقة صداقة تكونت بين علي سعيد باشا والقمندان من خلال الرسائل المتبادلة بينهما، فنجد أنَّ القمندان يكتب في مذكراته حوله: «لقد كان علي سعيد باشا فاهماً متفهماً لقضايا الأمة العربية. ولكن ليس بيده حيلة بها من المأزق الذي وضع نفسه فيه. ذلك أنَّ النظم العسكرية تتطلب منه التنفيذ وبعدها المناقشة [...] وكان [علي سعيد باشا] يسهر الليل للمصلحة العامة ويواسي الفقراء والمحتاجين».